# Große Synagoge (Czernowitz)

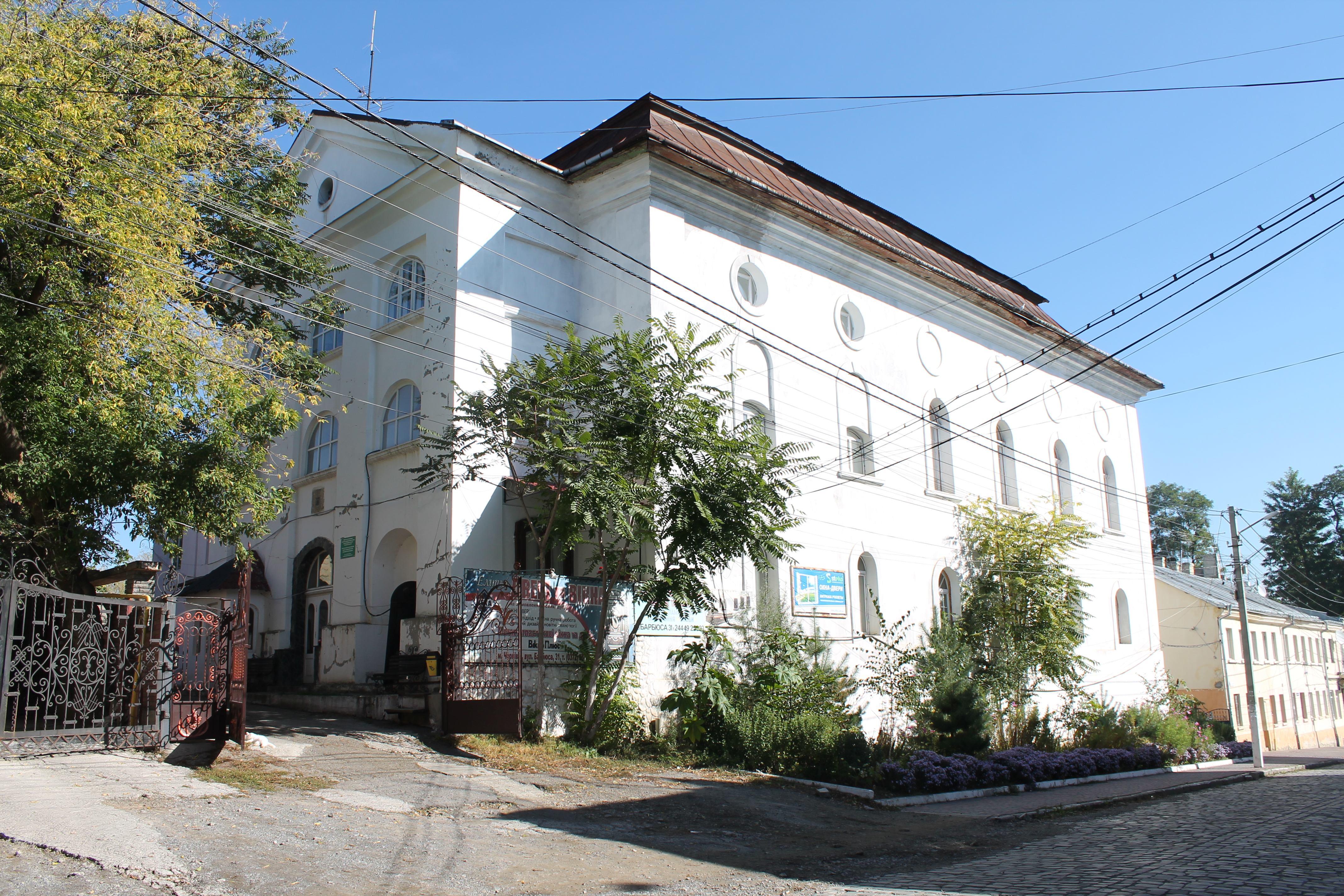
Große Synagoge (2014)

Die Große Synagoge in der ukrainischen Stadt Czernowitz wurde in der ersten Hälfte des 19. Jahrhunderts im damaligen jüdischen Stadtviertel gebaut.

## Geschichte
Das genaue Baudatum ist nicht bekannt; auf einem Stadtplan aus dem Jahr 1853 ist die Synagoge aber bereits eingezeichnet.
Nachdem Ende der 1870er Jahre der Tempel des Reformjudentums fertiggestellt war, wurde die Große Synagoge von der orthodoxen Gemeinde genutzt, wobei die Predigten aber in deutscher Sprache waren.
In den 1960er Jahren wurde das Gebäude zu einer Möbelfabrik umgebaut. Dabei wurden an mehreren Seiten Anbauten angefügt sowie einige Fenster und Türen zugemauert. Dort, wo sich die Nische mit dem Toraschrein befand, wurde eine Tür durch die Wand gebrochen.
Die Haupthalle wurde in drei Stockwerke unterteilt.

## Architektur
Das monumentale Gebäude wurde im Stil des Neoklassizismus erbaut.
Die Haupthalle hat die Abmessungen 16,7 × 30,0 m. Ihr vorgelagert ist ein Portikus von 11,8 × 3,3 m bei einer Höhe bis zur Giebelspitze von 17,90 m. Dieser Eingangsbereich ist durch vier Pilaster und an der Westseite horizontal in drei Ebenen unterteilt. Die Türen und Fenster haben halbkreisförmige Stürze.
Die Seitenwände der Haupthalle sind in vier Ebenen unterteilt; der zweiten und dritten Ebene befinden sich je sechs Rundbogenfenster und in der Ebene unter dem Dach je sechs runde Fenster. Einige der Öffnungen sind zugemauert.
Im Inneren schließen sich an den Eingangsbereich die Räume der Vorhalle an. Zu den Gebetsräumen der Frauen führen Treppen.
Der Gebetsraum der Männer (die Haupthalle) maß 14,0 × 15,5 m bei einer Höhe von 12,70 m. Das Gewölbe wird durch vier in der Mitte stehende Säulen gestützt, zwischen denen die wahrscheinlich achteckige Bima stand. Dadurch wurde die Decke in neun Felder unterteilt, wobei bei dieser Synagoge das mittlere Feld größer war als die darum herum angeordneten Felder. Dieser Stil der sogenannten 9-Felder-Synagoge tauchte in der ersten Hälfte des 17. Jahrhunderts zunächst in der Großen Maharscha-Synagoge in Ostroh und in der Großen Vorstadt-Synagoge in Lemberg auf und fand später weitere Verbreitung.
Der Toraschrein war aus Holz und ist wie die Bima nicht mehr vorhanden. Dort, wo er sich befand, wurde die Nische zu einer Tür erweitert.